# Castagnola-Cassarate-Ruvigliana

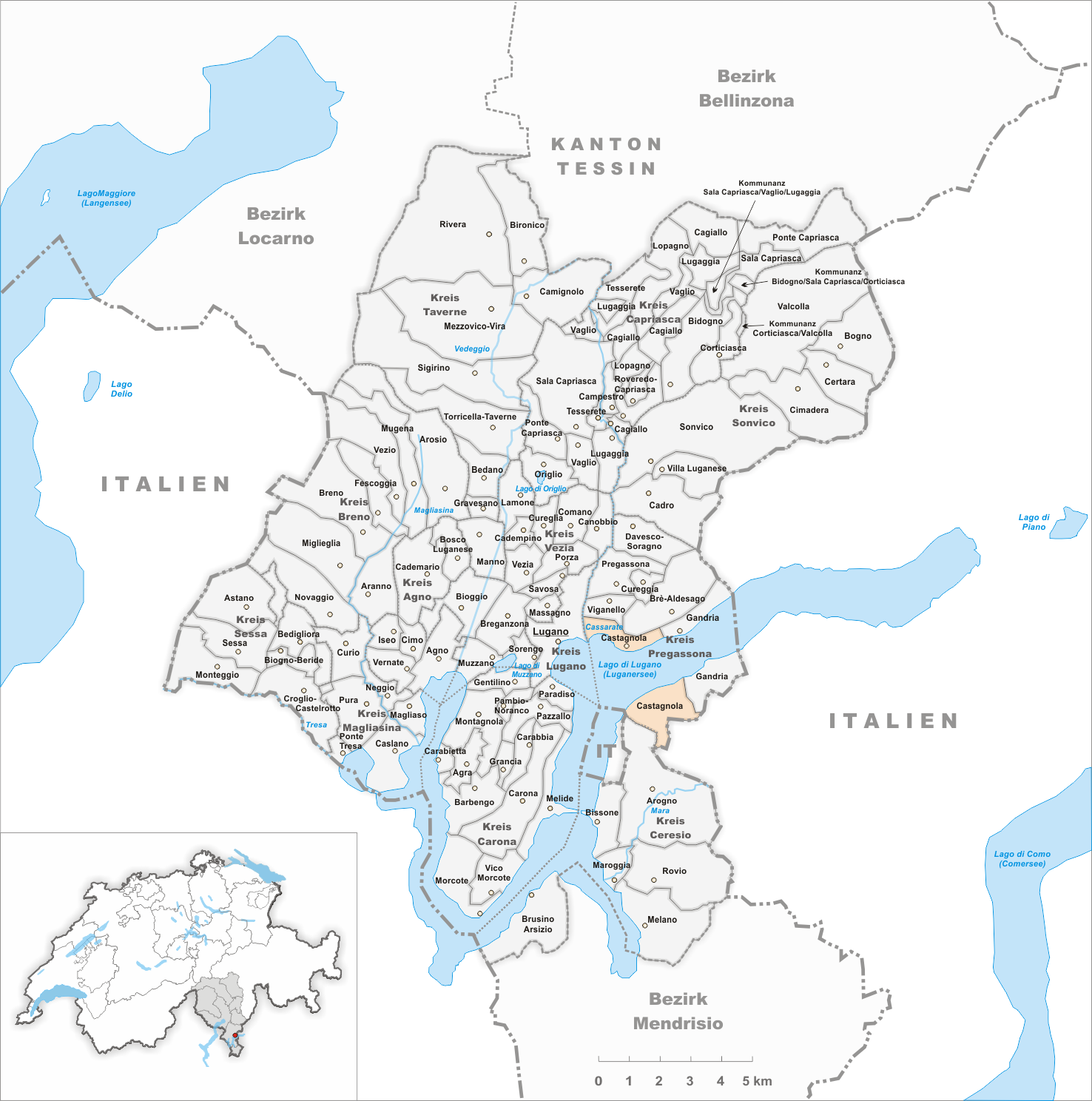
Gemeindestand vor der Fusion von 1972

Walter Mittelholzer: Castagnola und Ruvigliana, historisches Luftbild (1919)

Werner Friedli (Fotograf): Castagnola und Monte Brè, historisches Luftbild (1954)

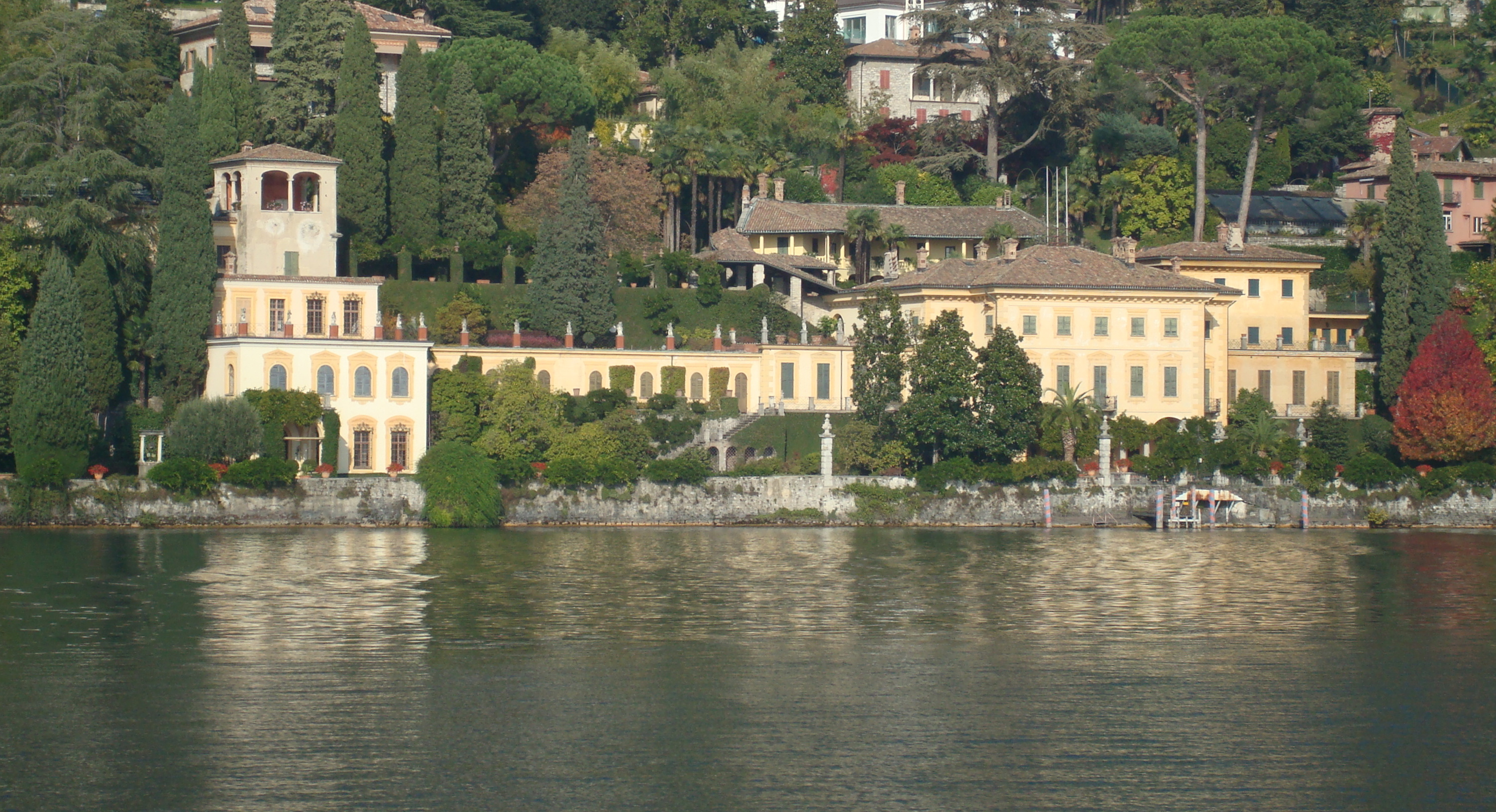
Villa Favorita

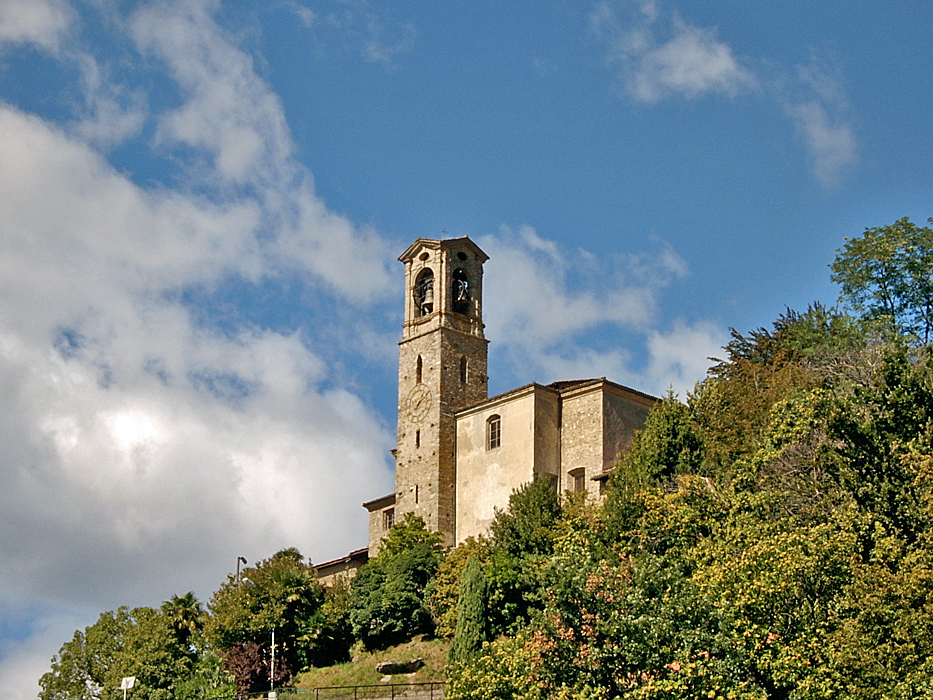
Pfarrkirche San Giorgio

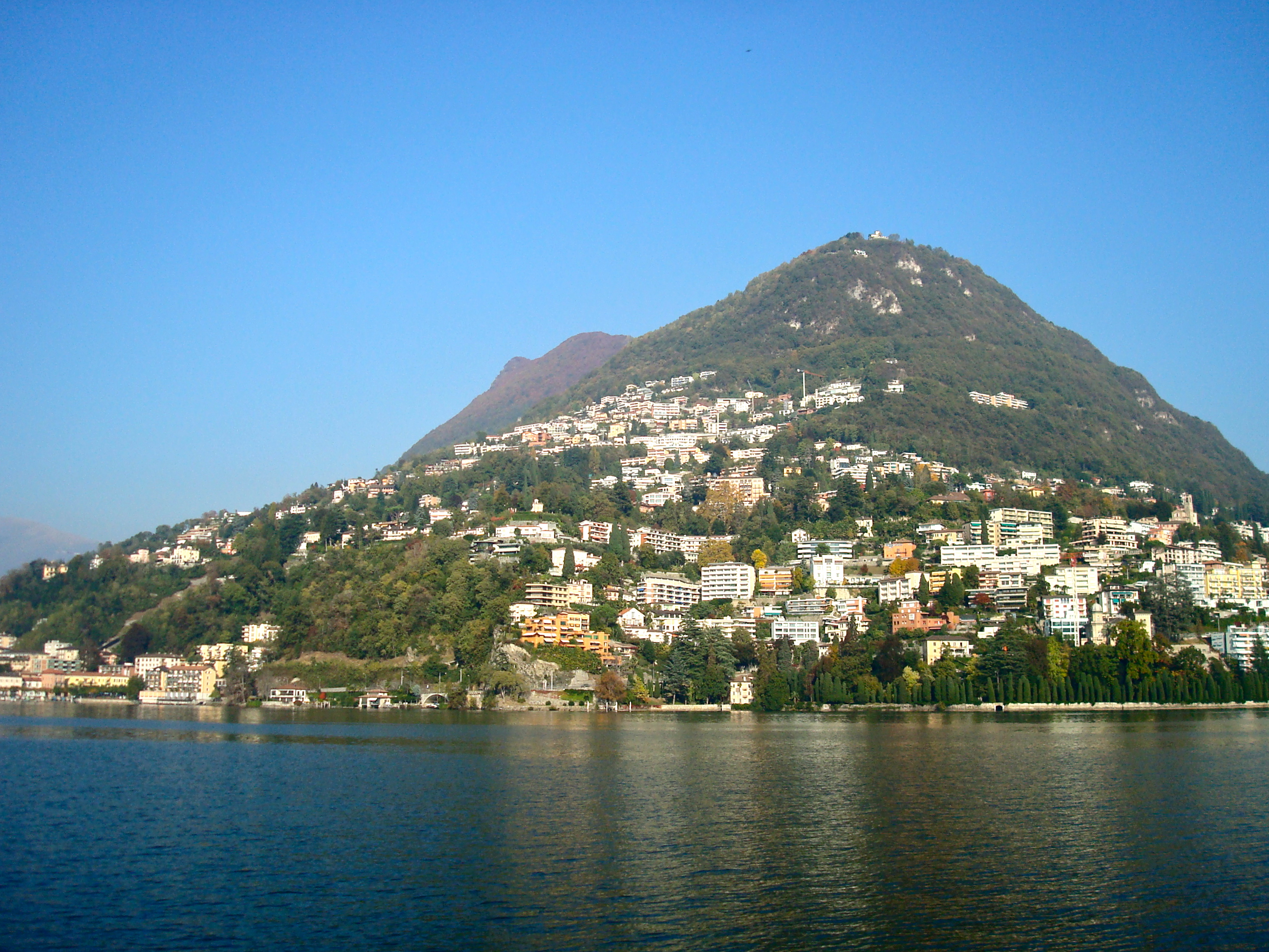
Castagnola und Monte Brè

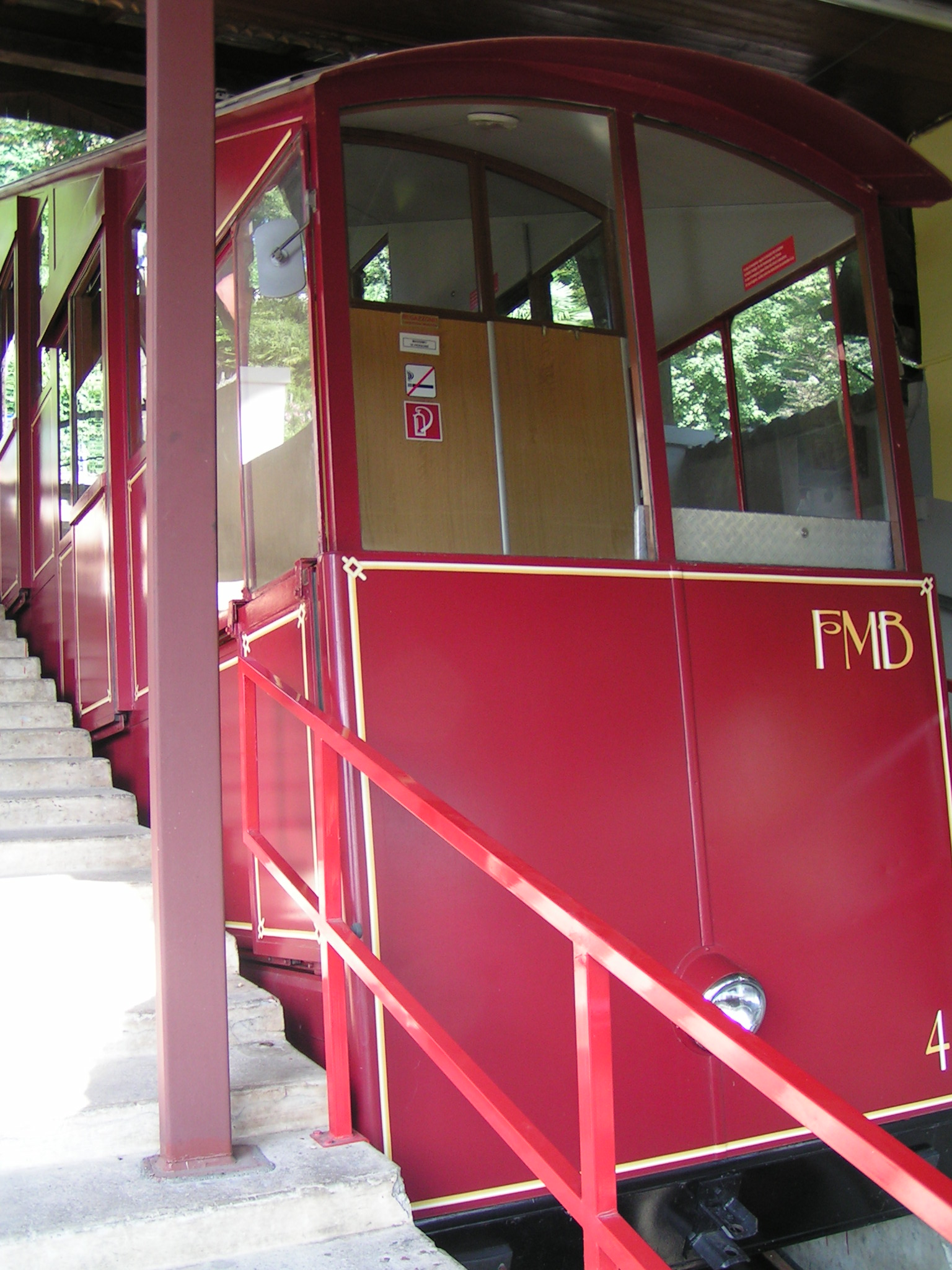
Standseilbahn auf den Monte Brè

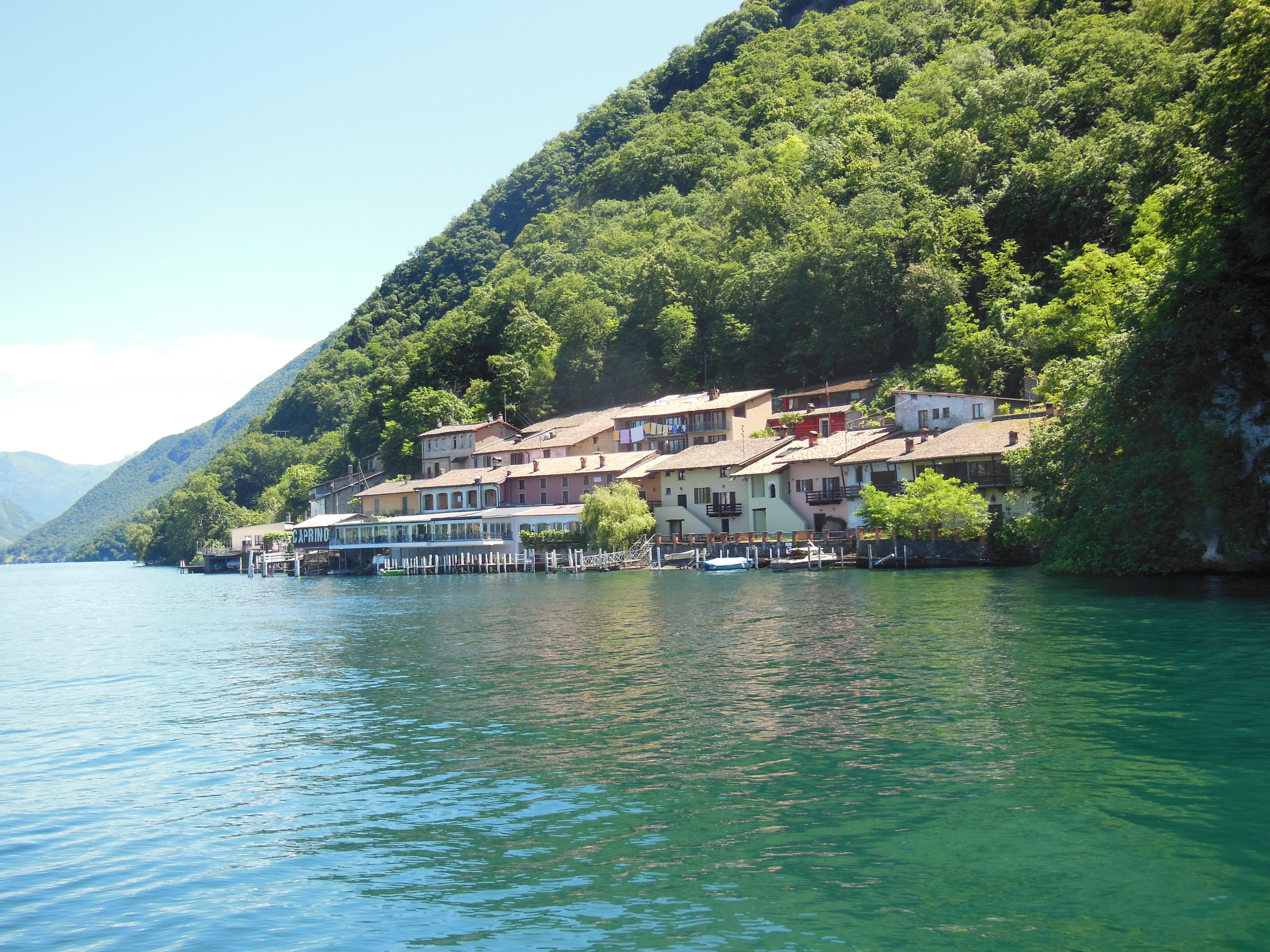
Cantine (Keller) von Caprino

Castagnola-Cassarate-Ruvigliana ist ein Quartier der Stadt Lugano im Kreis Lugano Ost, im Bezirk Lugano im Schweizer Kanton Tessin. Es liegt am Südwestfuss des Monte Brè am Luganersee. Bis zur Eingemeindung in die Stadt Lugano im Jahr 1972 bildete Castagnola eine selbstständige politische Gemeinde.

## Geografie
Die Ortschaft liegt auf 329 m ü. M. am Süd-Fuss des Monte Brè, am Nord-Ufer des Luganersees und 3 km östlich von Lugano. Castagnola umfasste die Fraktionen Ruvigliana und Suvigliana, den Weiler Cassarate in der Ebene sowie Caprino und Cavallino am gegenüberliegenden Seeufer. Der Ortsteil Cassarate liegt an der Mündung des gleichnamigen Flusses in den Luganersee. Das Dorf hatte im Jahr 1991 5509 Einwohner, wovon 3453 in Cassarate.

## Geschichte
Das Dorf wurde 1335 erstmals als Castigniola erwähnt. Archäologische Funde aus römischer Zeit deuten auf eine frühere Besiedlung. Im Mittelalter bestand im Umkreis der alten Kirche San Giorgio eine Castagnola, Ruvigliana und Suvigliana umfassende Nachbarschaft (Vicinia).
Das erstmals 1335 als Casorago erwähnte Cassarate wurde vom Bischof von Como gegründet und brauchte keine Steuern (cassina) abzuliefern. Es war mit der Burg San Michele verbunden. Der zur Burg gehörende Ort Burgus zerfiel am Ende des Mittelalters. Nach 1850 wurde Cassarate Teil der Infrastruktur von Lugano und 1896 Endstation der Tramlinie.
Im 20. Jahrhundert wurde Castagnola zum grössten Wohn- und Feriengebiet in der Umgebung von Lugano. Castagnola wurde 1908 durch die Standseilbahn Funicolare Monte Brè und 1955 durch eine Trolleybuslinie erschlossen.

## Bevölkerung
| Bevölkerungsentwicklung | Bevölkerungsentwicklung | Bevölkerungsentwicklung | Bevölkerungsentwicklung | Bevölkerungsentwicklung | Bevölkerungsentwicklung | Bevölkerungsentwicklung | Bevölkerungsentwicklung | Bevölkerungsentwicklung | Bevölkerungsentwicklung | Bevölkerungsentwicklung | Bevölkerungsentwicklung | Bevölkerungsentwicklung | Bevölkerungsentwicklung | Bevölkerungsentwicklung | Bevölkerungsentwicklung | Bevölkerungsentwicklung | Bevölkerungsentwicklung |
| ----------------------- | ----------------------- | ----------------------- | ----------------------- | ----------------------- | ----------------------- | ----------------------- | ----------------------- | ----------------------- | ----------------------- | ----------------------- | ----------------------- | ----------------------- | ----------------------- | ----------------------- | ----------------------- | ----------------------- | ----------------------- |
| Jahr                    | 1591                    | 1600                    | 1683                    | 1719                    | 1769                    | 1799                    | 1801                    | 1808                    | 1824                    | 1836                    | 1850                    | 1900                    | 1950                    | 1970                    | 1991                    | 2015                    | 2024                    |
| Einwohner               | 157                     | 160                     | 207                     | 200                     | 200                     | 271                     | 214                     | 264                     | 288                     | 310                     | 419                     | 1060                    | 2926                    | 4430                    | 5509                    | 5469                    | 6346                    |

## Sehenswürdigkeiten
Das Dorfbild ist im Inventar der schützenswerten Ortsbilder der Schweiz (ISOS) als schützenswertes Ortsbild der Schweiz von nationaler Bedeutung eingestuft.
- Pfarrkirche San Giorgio[8]
- Pfarrhaus[8]
- Oratorium Santi Pietro und Andrea (genannt San Pietro delle Erbette) aus dem frühen 16. Jahrhundert, wurde zur Privatkapelle des 1885 gegründeten Hotels Villa Castagnola[8]
- Villa Favorita, beherbergte bis 1993 die bekannte Kunstsammlung, die heute im Museo Thyssen-Bornemisza in Madrid untergebracht ist[8]
- Grand Hotel Villa Castagnola[8]
- In der Casa Cattaneo sind das Stadtarchiv von Lugano und das Museo Rainis e Aspazija untergebracht[8][9][10][11]
- Villa Helios, Architekt: Otto Maraini[8]
- Villa Heleneum (Ethnographisches Museum)[8]
- Wohnhaus des Dichters und Schriftstellers Francesco Chiesa[8]
- Wohnhaus Tettamanti, Architekten: Franco Ponti, Milo Navone[8]
- Im San Michele-Park steht die Betkapelle San Michele aus dem 18. Jahrhundert[8]
- Studio Foce ex Radio della Svizzera Italiana[8]
- Villa Livadia[8]

## Veranstaltung
- Filarmonica di Castagnola[12]